# Norbert Hougardy

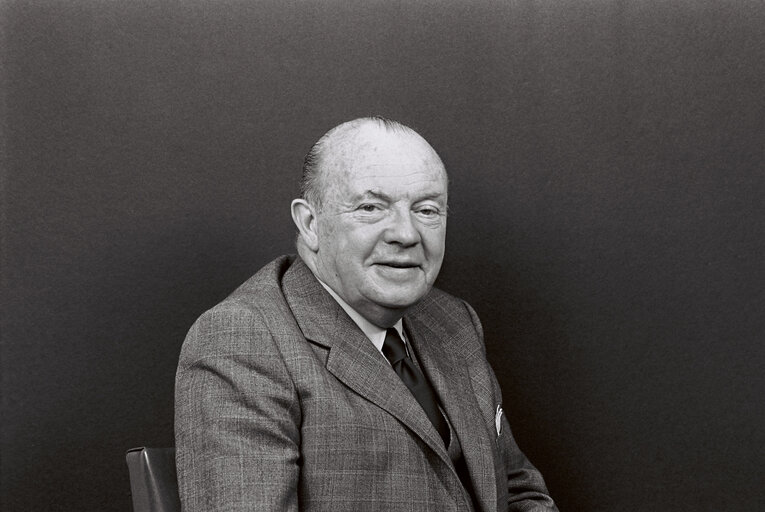
Norbert Hougardy

Norbert Isidore Joseph Hougardy (Etterbeek, 1 november 1909 - Marbella, 3 januari 1985) was een Belgisch politicus voor de PLP.

## Levensloop
Hougardy werd als licentiaat in de commerciële wetenschappen beroepshalve handelsingenieur en commercieel directeur. Tijdens de Tweede Wereldoorlog was hij actief als verzetsstrijder bij het Onafhankelijkheidsfront.
Hij werd politiek actief voor de Liberale Partij en vervolgens de PLP en was voor deze partij gemeenteraadslid van Sint-Genesius-Rode.
Van 1956 tot 1977 zetelde hij bovendien voor het arrondissement Brussel in de Belgische Senaat en van 1964 tot 1977 in het Europees Parlement. Bovendien was hij van 1963 tot 1970 ondervoorzitter van de PLP en van september 1968 tot januari 1969 waarnemend partijvoorzitter van de toen nog unitaire PVV-PLP, toen de titelvoerende voorzitter Omer Vanaudenhove wegens gezondheidsredenen tijdelijk moest laten vervangen. In juni 1970 nam hij ontslag als ondervoorzitter van de PVV-PLP nadat de Brusselse federatie had beslist om zich voortaan autonoom op te stellen tegenover de nationale partijleiding en geen functies meer te bekleden in de hogere geledingen van de partij. Reden hiervoor was de goedkeuring door de Vlaamse liberalen van een wetsontwerp om de tweetalige Brusselse agglomeratie grondwettelijk te beperken tot de 19 gemeenten die er al deel van uitmaakten, waardoor de gemeenten in de Brusselse Rand, tot grote woede van de Franstalige Brusselse liberalen, tot het Nederlandstalig taalgebied bleven behoren. Tweeënhalf jaar later, in januari 1973, verbraken de Brusselse liberalen hun banden met de Vlaamse en Waalse liberalen helemaal, omdat de PVV en de Waalse PLP hadden ingestemd met het regeerakkoord van de regering-Leburton, terwijl de Brusselse federatie het Brusselse beleid van de regering verwierp. Vervolgens was Hougardy een van de oprichters van de Parti Libéral Démocrate et Pluraliste (PLDP), in 1974 herdoopt tot Parti Libéral Bruxellois.

## Bron
- VAN MOLLE, P., Het Belgisch Parlement 1894-1972, Antwerpen, 1972.

- Virtual International Authority File: 5744148209312900460008